# Phil Masinga
Philemon „Phil“ Masinga (* 28. Juni 1969 in Klerksdorp; † 13. Januar 2019 in Johannesburg) war ein südafrikanischer Fußballspieler.

## Karriere
Masinga begann seine Karriere bei Jomo Cosmos (1990–1991). Er spielte in der südafrikanischen Major League für die Mamelodi Sundowns (1991–1994), ehe er nach England zu Leeds United wechselte (32 Spiele, 5 Tore). Nach einem kurzen, wenig erfolgreichen Abstecher in die Schweiz zum FC St. Gallen (10 Spiele, kein Tor) heuerte Masinga in Italien bei Salernitana Calcio an, ehe er zwischen 1997 und 2001 für AS Bari in 75 Spielen 24 mal traf. Anschließend ließ er seine Karriere bei al-Wahda ausklingen.
1996 war Masinga im Team Bafana Bafana, als dieses das Finale der Fußball-Afrikameisterschaft gewann. Auch als die südafrikanische Mannschaft bei der Fußball-Afrikameisterschaft 1998 das Finale gegen Ägypten erreichte, war Masinga Teammitglied. „Chippa“, wie er liebevoll genannt wurde, schoss in der Qualifikation zur Fußball-Weltmeisterschaft 1998 im Spiel gegen den Kongo das entscheidende Tor, welches Bafana Bafana die Teilnahme an der WM in Frankreich sicherte.
Masinga repräsentierte Südafrika 58 Mal in internationalen Spielen und erzielte dabei 19 Tore. 2003 wurde er als einer der Botschafter für die südafrikanische WM-Bewerbung 2010 nominiert. Südafrikanische Fans waren Masinga treu ergeben und er hatte eine beträchtliche Anhängerschaft, da er weithin als einer der besten südafrikanischen Stürmer aller Zeiten gilt.
Masinga starb im Januar 2019 im Alter von 49 Jahren an den Folgen einer erst im Vormonat diagnostizierten Krebserkrankung.